# Втілення зла
«Втілення зла» (англ. Malignant) — американський фільм жахів 2021 року. Режисер Джеймс Ван; сценаристи Джеймс Ван та Акела Купер. Продюсери Джеймс Ван і Майкл Кліарю Світова прем'єра відбулася 10 вересня 2021 року — тоді ж і в Україні.

## Про фільм
Медісон мучать кошмари з надзвичайно звірячими вбивствами. Однак несподівано з'ясовується, що це не сни — це жорстока реальність, створена нез'ясованою істотою.

## Знімались
| Актор              | Роль            |
| ------------------ | --------------- |
| Аннабелль Волліс   | Медісон Мітчелл |
| Маккенна Грейс     | юна Медісон     |
| Медді Гассон       | Сідні Лейк      |
| Джордж Йонг        | Кекоа Шав       |
| Марина Мазепа      | Габріель        |
| Мішоль Бріана Вайт | Регіна Мосс     |
| Вейд Вільям        | Реймонд Пірс    |
| Джин Луїса Келлі   | Джейн До        |
| Сюзанна Томпсон    | Дженн           |
| Джейк Абель        | Дерек Мітчелл   |
| Жаклін Маккензі    | Флоренс Вівер   |
| Крістіан Клеменсон | Віктор Філдс    |
| Мерседес Колон     | Мендес          |
| Інгрід Бісу        | Вінні           |
| Пола Маршалл       | Беверлі         |
| Зої Белл           | Скорпіон        |